# Grigori Serper
Grigori ou Gregory Serper est un joueur d'échecs ouzbek puis américain né le 14 septembre 1969 à Tachkent (République socialiste soviétique d'Ouzbékistan).

## Biographie et carrière
Grand maître international en 1992, Serper remporte la médaille d'argent par équipe lors de l'olympiade d'échecs de 1992 (Serper jour au deuxième échiquier).
Serper fait partie de l'école Kasparov-Botvinnik en 1985. En 1988, il remporte la médaille de bronze au championnat du monde d'échecs junior. En 1989-1990, il gagne le championnat d'Europe d'échecs junior.
En 1996, Serper émigre avec sa famille aux États-Unis. En 1999, Serper remporte le World Open à Philadelphie après un départage en blitz et se qualifie pour la finale du championnat d'échecs des États-Unis où il est battu par Boris Gulko. Lors du Championnat du monde de la Fédération internationale des échecs 2000, Serper est éliminé au troisième tour par Aleksandr Grichtchouk.
Depuis octobre 2021, il écrit des articles sur la plateforme Chess.com.